# فران آلوارز
فران آلوارز (انگلیسی: Fran Álvarez؛ زادهٔ ۴ سپتامبر ۱۹۹۶) بازیکن فوتبال اسپانیایی است که به عنوان مدافع چپ برای باشگاه فنلاندی KTP بازی می‌کند.

## دوران حرفه‌ای
آلوارز به عنوان یک بازیکن جوان به آکادمی جوانان بارسلونا پیوست اما به دلیل مصدومیت این باشگاه را ترک کرد.
در ۴ مارس ۲۰۲۱، آلوارز اولین بازی خود را برای KTP طی شکست ۶–۱ مقابل باشگاه فوتبال هلسینکی انجام داد. در ۱۴ مه ۲۰۲۱، او اولین گل خود را برای KTP در پیروزی ۳–۰ مقابل باشگاه فوتبال هاکا به ثمر رساند.